# Фарасман III
Фарасман III (груз. ფარსმან III) — цар Іберії (Картлі, сучасна центральна та східна Грузія) приблизно за часів правління римського імператора Антонія Пія (138–161). Професор Кирило Туманов визначає ймовірними роками його правління 135–185.
Відповідно до середньовічних грузинських джерел Фарасману було один рік, коли помер його батько, Гадам (135), після чого Фарсман успадкував іберійський престол та правив під регентством своєї бабусі Гадани до досягнення повноліття.
Класичні джерела вказують, що Фарсман мав дружні стосунки з Римом. Відповідно до Діона Кассія він приїхав до Риму як гість імператора разом із дружиною, сином та свитою. Удостоївся честі здійснити жертвопринесення в Капітолії. Також на честь Фарасмана було зведено статую в храмі Беллони, а імператор збільшив територію іберійського царства.